# Sonny Rollins with the Modern Jazz Quartet
Sonny Rollins with the Modern Jazz Quartet – album studyjny amerykańskiego saksofonisty jazzowego Sonny’ego Rollinsa, wydany po raz pierwszy w 1956 roku z numerem katalogowym PRLP 7029 nakładem Prestige Records. Płytę wytwórnia ta wznawiała także pod alternatywnymi tytułami: w 1963 jako Sonny & the Stars (PRST 7269), w 1971 – First Recordings! (PR 7856).
Na longplayu znalazły się najstarsze nagrania Rollinsa jako lidera dokonane pod szyldem Prestige; część z nich powstała przy udziale m.in. Modern Jazz Quartet (A1-A4), jeden – Milesa Davisa (B7).

## Lista utworów
Opracowano na podstawie materiału źródłowego.
Wydanie LP
Strona A
| Nr | Tytuł utworu                | Muzyka          | Długość |
| -- | --------------------------- | --------------- | ------- |
| 1. | „The Stopper”               | Sonny Rollins   | 2:59    |
| 2. | „Almost Like Being in Love” | Frederick Loewe | 3:26    |
| 3. | „No Moe”                    | Rollins         | 3:32    |
| 4. | „In a Sentimental Mood”     | Duke Ellington  | 3:20    |
| 5. | „Scoops”                    | Rollins         | 2:16    |
| 6. | „With a Song in My Heart”   | Richard Rodgers | 3:08    |
|    |                             |                 | 18:41   |

Strona B
| Nr | Tytuł utworu              | Muzyka           | Długość |
| -- | ------------------------- | ---------------- | ------- |
| 1. | „Newk’s Fadeaway”         | Rollins          | 3:15    |
| 2. | „Time on My Hands”        | Vincent Youmans  | 2:42    |
| 3. | „This Love of Mine”       | Sol Parker       | 2:26    |
| 4. | „Shadrack”                | Robert MacGimsey | 2:35    |
| 5. | „On a Slow Boat to China” | Frank Loesser    | 2:41    |
| 6. | „Mambo Bounce”            | Rollins          | 2:25    |
| 7. | „I Know”                  | Miles Davis      | 2:32    |
|    |                           |                  | 18:36   |

## Twórcy
Opracowano na podstawie materiału źródłowego.
Muzycy:
Utwory A1-A4 (7 października 1953):
- Sonny Rollins – saksofon tenorowy
- John Lewis – fortepian
- Milt Jackson – wibrafon
- Percy Heath – kontrabas
- Kenny Clarke – perkusja

Utwory A5-B6 (17 grudnia 1951):
- Sonny Rollins – saksofon tenorowy
- Kenny Drew – fortepian
- Percy Heath – kontrabas
- Art Blakey – perkusja

Utwór B7 (17 stycznia 1951):
- Sonny Rollins – tenor saxophone
- Miles Davis – fortepian
- Percy Heath – kontrabas
- Roy Haynes – perkusja

Produkcja:
- Rudy Van Gelder – remastering
- Ira Gitler – liner notes